# كلافديا لاتيشيفا
كلاڤديا يوكوڤيلڤينا لاتيشيڤا (بالأوكرانية: Клавдія Яківна Латишева، بالروسية: Клавдия Яковлевна Латышева)، ولدت 14 مارس 1897، في كييف، الإمبراطورية الروسية وتوفيت في 11 مايو 1956، كييف، الاتحاد السوفيتي، كانت عالمة رياضيات سوفيتية معروفة بإسهاماتها في نظرية المعادلات التفاضلية والديناميكا الكهربائية ونظرية الاحتمالات. تم تكريمها بوسام لينين وميدالية "العمل الشجاع في الحرب الوطنية العظمى 1941-1945.

## حياتها
وُلدت في عائلة عسكرية. أتمت دراستها الثانوية في عام 1916، وحصلت على شهادة من قسم الفيزياء والرياضيات من المعهد التعليمي العالي للنساء في كييف في عام 1921. وكانت بقية تعليمها ومسيرتها المهنية في جامعة تاراس شفتشينكو الوطنية في كييف. من عام 1925 إلى عام 1928، كانت طالبة في الدراسات العليا، وتعمل على إيجاد حلول للمعادلات التفاضلية والتكاملية باستخدام طريقة ميخائيل كرافتشوك، وكان كرافتشوك مشرف الدكتوراه لها. كانت أول امرأة أوكرانية تحصل على درجة الدكتوراه في العلوم الرياضية والفيزيائية، مع أطروحتها حول الحلول التقريبية للمعادلات التفاضلية الخطية ذات المعاملات الفردية (1936). كانت كلاڤديا منظمة لأول أولمبياد رياضي في أوكرانيا في عام 1936.
خلال الحرب العالمية الثانية، انتقلت إلى ساراتوف. وعملت في كلية السيارات والطرق السريعة في جامعة ساراتوف التقنية الحكومية.
في عام 1946، أنشأت مجموعة علمية في كلية الميكانيكا والرياضيات بجامعة كييف لدراسة النظرية التحليلية للمعادلات التفاضلية. وبين عامي 1953 و1956، ترأست كلاڤديا لاتيشيڤا هذه المجموعة. وشغلت منصب عميدة الكلية بين عامي 1952 و 1954.
حصلت على وسام لينين في عام 1954 لمساهماتها في الرياضيات، بالإضافة إلى وسام العمل الشجاع في الحرب الوطنية العظمى 1941-1945".
توفيت كلاڤديا لاتيشيڤا في 11 مايو 1956، ودُفنت في مقبرة لوكيانوفسك في كييف.

## عملها العلمي
طورت كلاڤديا لاتيشيڤا طريقة فعالة لبناء حلول المعادلات التفاضلية الخطية العادية حول النقاط المنتظمة وغير المنتظمة من خلال التوسع في مفهوم هنري بوانكاريه للرتبة ومفهوم ل. توم لمضاد الرتبة.
يُعرف هذا العمل الآن باسم طريقة فروبينيوس-لاتشيڤيا. كجزء من هذا العمل، حددت نوعًا جديدًا من الحلول العادية والطبيعية، ووفرت الشروط اللازمة والكافية لوجودها. كانت هذه مساهمة كبيرة، حيث نصت على وجود حلول مغلقة الشكل للمعادلات التفاضلية الخطية ذات المعاملات متعددة الحدود. نُشرت سلسلة من اثني عشر مقالًا، بين عامي 1946 و1952، أسست النتائج الكاملة، كما قامت بتبسيط وتوسيع النظريات ذات الصلة في النظرية التحليلية للمعادلات التفاضلية بوانكاريه وكايلي وآخرين.